# 1995 en Grèce
Chronologie de la Grèce
- 1991
- 1992
- 1993
- 1994
- 1995
- 1996
- 1997
- 1998
- 1999

Cette page concerne les évènements survenus en 1995 en Grèce  :

## Évènement
- 8 mars : Élection présidentielle (en) (Konstantínos Stephanópoulos).
- 13 mai : Séisme à Kozáni-Grevená.
- 15 juin : Séisme à Aigion.

## Cinéma - Sortie de films
- 3-12 novembre : Festival international du film de Thessalonique
- L'Aurige
- Le Regard d'Ulysse

## Sport
- 9 avril : Coupe du monde de marathon (en)
- Coupe de Grèce de football (1994-1995) (en)
- Coupe de Grèce de football (1995-1996) (en)
- Championnat de Grèce de football 1994-1995
- Championnat de Grèce de football 1995-1996
- Création des clubs de football Enosi Alexandroupoli (en), Enosi Panaspropyrgiakou Doxas (en).
- Création des Prix PSAP du football grec (en) et de la Coupe grecque de basket-ball féminin (en).

## Création
- Aéroport d'Icarie
- Centre photographique de Skópelos (en)
- Down Town (magazine) (en)
- Elliniki Agogi (en), magazine.
- Festival international du film d'Athènes
- Le sourire de l'enfant (en), organisation bénévole à but non lucratif de protection de l'enfance basée à Athènes.
- Salon international de l'automobile d'Athènes (en)

## Dissolution
- Banque arabe hellénique (en)

## Naissance
- Ánna Dountounáki, nageuse.
- Stylianós Farantákis, cycliste.
- Taxiárchis Foúntas, footballeur.
- Dimítris Giannoúlis, footballeur.
- María Sákkari, joueuse de tennis.

## Décès
- Ioánnis Alevrás, Président de la République hellénique.
- Geórgios Mávros, député européen.
- Hélène Vlachou, journaliste et personnalité politique.